# Bat bomb
La bat bomb (lett. "bomba pipistrello") è stata un'arma incendiaria sperimentale sviluppata negli Stati Uniti dal 1941 al 1944, durante la seconda guerra mondiale. Si trattava di un ordigno cilindrico che, secondo le intenzioni dei suoi progettisti, una volta sganciato ad alta quota avrebbe scongelato dei pipistrelli ibernati al proprio interno, dotati di dispositivi cronometrati con un timer e carichi di napalm, che si sarebbero dispersi nel raggio di 30-60 km provocando incendi.

## Storia

### Origini

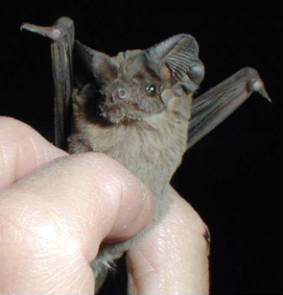
La bat bomb conteneva al suo interno numerosi pipistrelli dalla coda libera messicani (Tadarida brasiliensis)

Gli Stati Uniti idearono la bat bomb nel corso della guerra del Pacifico tra il 1941 e il 1944 al fine di incendiare gli edifici del Giappone. L'idea di costruire un'arma contenente dei pipistrelli venne a Lytle S. Adams (1881–1970), dentista di Irwin (Pennsylvania) e conoscente della first lady Eleanor Roosevelt, dopo aver fatto un viaggio nel parco nazionale delle Carlsbad Caverns dove vivono molti dei suddetti animali. Adams rimase colpito dalla forza dei pipistrelli e sapeva che sono soliti appollaiarsi prima dell'alba; era anche al corrente del fatto che la maggior parte degli edifici di Tokyo erano in legno anziché in cemento. Pertanto, secondo il suo punto di vista, sfruttare dei volatili incendiari in tale contesto avrebbe causato danni devastanti. Il gennaio 1942, poco più di un mese dopo l'attacco di Pearl Harbor, Adams inviò una missiva alla Casa Bianca in cui propose l'idea e dove definiva i pipistrelli «la più infima forma di vita animale» sostenendo che «le ragioni della loro creazione sono rimaste inspiegate». Secondo Adams, i pipistrelli «sono stati creati da Dio per aspettare questo momento e svolgere la loro parte nel piano di liberazione dell'esistenza umana e di frustrare qualsiasi tentativo di coloro i quali osano profanare il nostro modo di vivere.» Lo stesso mese, Franklin Roosevelt approvò l'idea su consiglio di Donald Griffin; stando a quanto dichiarò il presidente americano, «Adams non è matto. Sembra un'idea assolutamente folle, ma vale la pena di prenderla in considerazione».

### Progettazione
Quando Roosevelt approvò il progetto esso venne relegato alle autorità della United States Army Air Forces. Fu Adams a occuparsi di selezionare il personale che avrebbe lavorato al progetto: tra i vari membri che vi lavorarono erano compresi il mammologo Jack von Bloeker, l'attore Tim Holt, un ex gangster e un ex direttore d'albergo. L'assistente di Adams Von Bloeker, Jack Couffer e lo scienziato Ozro Wiswell, auto-dichiarati "amanti" dei pipistrelli, affermarono di non aver messo in discussione la «moralità o le conseguenze ecologiche del sacrificio di qualche milione di pipistrelli». Per tutta la durata del progetto, molti membri vennero arruolati nell'Aeronautica e da lui promossi a "sottufficiali in carica".
La squadra dovette determinare diverse variabili per rendere fattibile il progetto, tra le quali il tipo di incendi che avrebbero potuto causare i pipistrelli, così come le temperature in cui immagazzinarli e trasportarli; si decise di ibernarli all'interno di vaschette di ghiaccio. Dopo aver analizzato diverse specie di pipistrelli, venne ritenuta più idonea la Tadarida brasiliensis. Adams dovette chiedere il permesso al National Park Service per raccogliere un gran numero di tali animali dalle grotte di proprietà del governo. Originariamente si pensò di equipaggiarli con del fosforo bianco, materiale poi sostituito dal napalm, una recente invenzione di Louis Fieser, il quale entrò a far parte del gruppo.

### I test

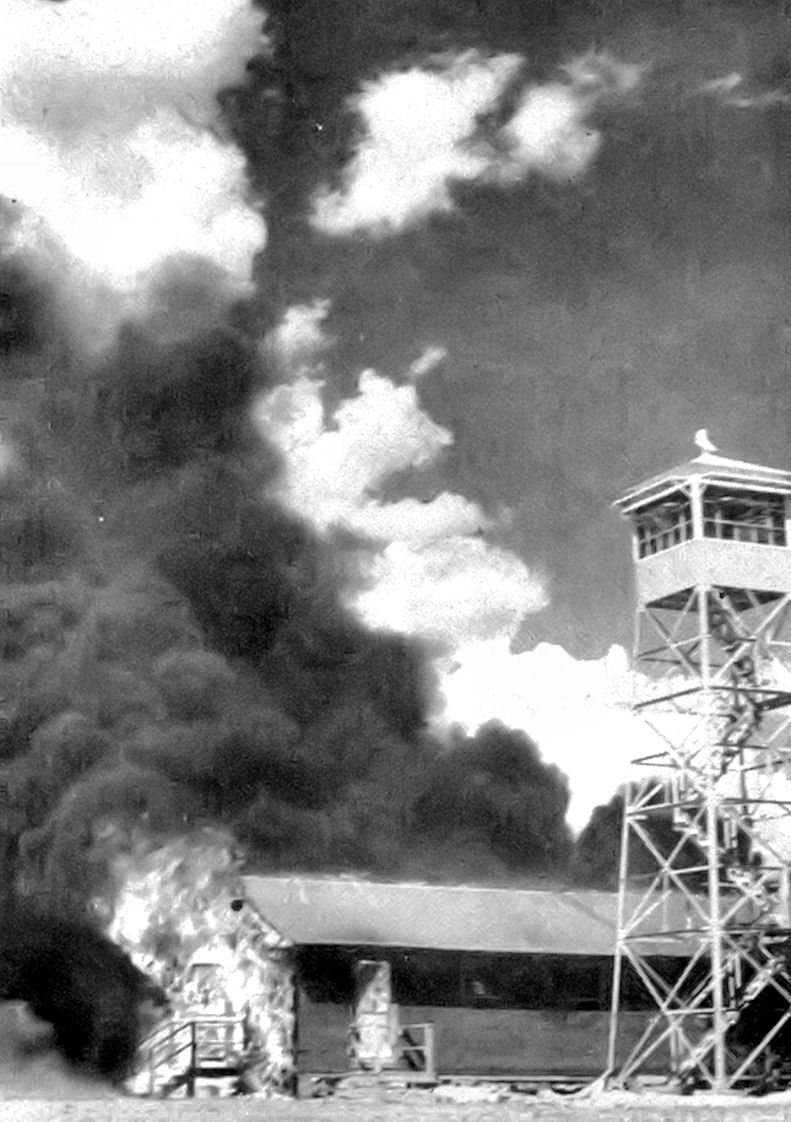
L'incendio al Carlsbad Army Airfield l'agosto del 1943

Il primo test avvenne il maggio del 1943 nella Edwards Air Force Base di Muroc, in California, nel deserto del Mojave: nel corso dello stesso, un ordigno venne lanciato da un bombardiere, ma i 35 000 pipistrelli contenuti al suo interno si schiantarono al suolo ancora ibernati.
Durante il secondo test, tenuto nel Nuovo Messico, l'esperimento andò parzialmente bene e metà di loro si disperse. Vennero ritrovati nelle grondaie e nei fienili nell'arco di diverse miglia.
Nel corso del terzo collaudo, avvenuto l'agosto del 1943 alla Carlsbad Army Airfield Auxiliary Air Base, sempre nel Nuovo Messico, alcuni pipistrelli raggiunsero l'obiettivo, ovvero un finto villaggio, ma sei di questi tornarono all'hangar di partenza, che bruciò insieme agli uffici, la torre di controllo e l'automobile di un generale.
Nell'agosto del 1943, il progetto venne relegato ai marines, che lo rinominarono Project X-Ray. In tale circostanza venne ricreata nel Dugway Proving Ground, nello Utah, una cittadina giapponese da utilizzare per un ulteriore collaudo. Secondo le testimonianze di chi ci lavorò, la bomba-pipistrello si rivelò molto più efficace di quelle incendiarie standard dell'epoca. Il capo addetto al test riportò un resoconto ottimistico:

### Esito
Vennero programmati altri test per la metà del 1944, ma il programma fu cancellato dall'ammiraglio Ernest King quando venne a sapere che, con grande probabilità, non sarebbe stata pronta prima della metà del 1945. Si pensa che lo sviluppo della bomba-pipistrello si stesse muovendo troppo lentamente, e che fosse stato superato nella corsa per una rapida fine della guerra dal progetto della bomba atomica. Adams sosteneva che le bombe pipistrello sarebbero state efficaci senza gli effetti devastanti della bomba atomica e affermò: «Pensate a migliaia di incendi che scoppiano simultaneamente su un cerchio di 64 km di diametro per ogni bomba sganciata. Il Giappone avrebbe potuto essere devastato, ma con un  minore numero di vite perse».
L'operazione costò complessivamente 2 milioni di dollari al governo americano.
Il dottor Stanley P. Lovell, direttore della ricerca e sviluppo presso l'Office of Strategic Services, in seguito si riferì al famigerato progetto di "invasione dei pipistrelli" come Die Fledermaus Farce.

## Funzionamento
La bat bomb era un tubo di lamiera di circa 1,5 m di lunghezza dotato al suo interno di ventisei vassoi circolari, di 76 cm di diametro . Una bat bomb poteva contenere fino a un massimo di 1 040 pipistrelli. Ciascuno degli animali avrebbe dovuto pesare 14 grammi e trasportare un dispositivo cronometrato con un timer carico di 15-18 grammi di napalm, conservato all'interno di un piccolo contenitore di cellulosa, denominato "unità H-2", connesso alla parte anteriore degli animali con un materiale adesivo. Secondo le intenzioni dei progettisti, una volta sganciata e dopo aver raggiunto un'altitudine di circa 1 200-1 500 m, l'arma sarebbe stata rallentata da un paracadute e riscaldata, scongelando in questo modo gli animali. In seguito si sarebbe aperta, liberando i volatili che si sarebbero dispersi nel raggio di 30-60 km.